# Liste der Monuments historiques in Lamaids
Die Liste der Monuments historiques in Lamaids führt die Monuments historiques in der französischen Gemeinde Lamaids auf.

## Liste der Bauwerke
| Bezeichnung                                                       | Beschreibung              | Standort | Kennzeichnung | Schutzstatus | Datum | Bild |
| ----------------------------------------------------------------- | ------------------------- | -------- | ------------- | ------------ | ----- | ---- |
| Kirche St-Jean-Baptiste der ehemaligen Kommende des Templerordens | Erbaut im 13. Jahrhundert | (Lage)   | PA00132753    | Inscrit      | 1994  |      |